# Anselmo Citterio
Anselmo Citterio (Desio, 19 de mayo de 1927–Ibidem, 2 de octubre de 2006) es un deportista italiano que compitió en ciclismo en la modalidad de pista, especialista en la prueba de persecución por equipos.
Participó en los Juegos Olímpicos de Londres 1948, obteniendo una medalla de plata en la prueba de persecución por equipos (junto con Arnaldo Benfenati, Guido Bernardi y Rino Pucci).

## Medallero internacional
| Juegos Olímpicos | Juegos Olímpicos      | Juegos Olímpicos | Juegos Olímpicos        |
| Año              | Lugar                 | Medalla          | Competición             |
| ---------------- | --------------------- | ---------------- | ----------------------- |
| 1948             | Londres (Reino Unido) | Medalla de plata | Persecución por equipos |